# Omiš
Omiš (udtale: [ɔ̌miːʃ], Latin og italiensk: Almissa) er en by og havn i Dalmatien-regionen i Kroatien og en kommune i Split-Dalmatia distrikt. Byen ligger cirka 25 kilometer sydøst for Kroatiens næststørste by, Split, hvor floden Cetina løber ud i Adriaterhavet. Omiš kommune har en befolkning på 14.936 og dens areal er 266 km².

## Historie
Omiš var tidligere kendt af korsarerne fra Almissa (Omiški gusari). hvis Sagittas (skibe) (Genitiv: Sagittae, oversat som Pilen), bragte berømmelse til dem, fordi de var bygget til angreb og hurtig tilbagetrækning i mundingen af Cetina-floden, hvilket beskyttede byen mod udenlandske angribere. På et meget tidligt tidspunkt blev naboer til korsarerne fra Almissa, højlandsbeboerne i Poljica Fyrstendømmet (Poljička Republika), blev deres venner og allierede. Det gav dem mulighed for at chikanere søhandelen uden frygt for et pludseligt angreb inde fra landet.

### Historiske monumenter
- - Euphemia-kirken ved kysten på Brzet, fra begyndelsen af det 6. århundrede
  - Mirabella-fæstningen (Peovica) fra det 13. århundrede
  - Starigrad-fæstningen fra det 15. århundrede
  - Helligåndskirken i renæssance fra det 15. århundrede
  - Gammel kirkegård, det 16. århundrede eller 17. århundrede
  - Sognekirke fra det 17. århundrede
  - Franciskanerklosteret på Skalice fra det 18. århundrede

I Priko-kvarteret, på højre bred af Cetina-floden, ligger det sted, der har størst historisk betydning: den præromanske kirke St. Peterskirken (Crkva Sv. Petra) fra det 10. århundrede. Dette enkeltskårne bygningsværk med kuppel og apsis blev i det 18. århundrede brugt som et glagolitisk seminarium for novicepræster.

## Kultur
Omiš er bedst kendt for den traditionelle Festival for Dalmatiske a cappella sanggrupper (Festival dalmatinskih klapa Omiš).